# Río Cacisca
El río Cacisca, a veces Cacique[cita requerida] es un curso natural de agua que nace en las laderas noroeste del Cerro Chela y fluye hacia el noroeste en la Región de Antofagasta por un cajón con abundante pasto y leña hasta juntarse con el río Chaihuiri para dar origen al río Chela.

## Trayecto
Nace en las laderas noroeste del Cerro Chela y fluye hacia el noroeste en la Región de Antofagasta por un cajón con abundante pasto y leña hasta  la confluencia con el río Chaihuiri o Aucanquilcha dando origen al río Chela.

## Caudal y régimen
El río Cacisca entrega al río Chela 70 l/s de caudal provenientes del cerro Chela al igual que el río Chaihuiri.[cita requerida]